# 宮本武蔵 般若坂の決斗
『宮本武蔵 般若坂の決斗』（みやもとむさし はんにゃざかのけっとう）は、1962年（昭和37年）11月17日公開の日本映画である。東映製作・公開。監督は内田吐夢、主演は中村錦之助 (萬屋錦之介)。富士フイルムカラー、東映スコープ、106分。
吉川英治の小説『宮本武蔵』を原作とした、「内田監督・中村主演の『宮本武蔵』シリーズ」全5部作の第2作。配収は3億241万円で、この年の邦画配収ランキング第5位となった。
第17回芸術祭参加作品。第13回ブルーリボン賞技術賞（鈴木孝俊）。

## スタッフ
- 監督：内田吐夢
- 製作：大川博
- 原作：吉川英治
- 企画：辻野公晴、小川貴也、翁長孝雄
- 脚本：鈴木尚之、内田吐夢
- 撮影：坪井誠
- 音楽：小杉太一郎
- 美術：鈴木孝俊
- 装置：館清士
- 装飾：佐藤彰
- 録音：野津裕男
- 照明：和多田弘
- 編集：宮本信太郎
- 助監督：山内鉄也
- 進行主任：神先頌尚

## キャスト
- 宮本武蔵（武芸者）：中村錦之助 (萬屋錦之介)

- 朱美（お甲の養女）：丘さとみ
- お通（又八のかつての許婚）：入江若葉

- お甲（蓬寮女主人／又八の情婦）：木暮実千代
- お杉（又八の母）：浪花千栄子
- 祇園藤次（吉岡道場高弟）：南廣
- 竹細工屋喜助：宮口精二
- 胤舜（法蔵院流槍術）：黒川弥太郎
- 林彦次郎（吉岡道場門弟）：河原崎長一郎
- 池田輝政（姫路城主／沢庵の禅友）：佐々木孝丸
- 渕川権六（本位田家家僕）：阿部九州男
- 陶器師：吉田義夫
- 植田良平（吉岡道場高弟）：香川良介
- 木賃宿の親爺：織田政雄
- 女主人：村田知栄子（大映）
- 城太郎（武蔵の弟子／青木丹左衛門の倅）：竹内満
- 若女房：玉喜うた子
- 横川勘助（吉岡道場門弟）：国一太郎
- 吉岡の門弟：遠山金次郎、唐沢民賢、有川正治
- 庄田喜左ェ門（柳生家用人／柳生四高弟）：堀正夫
- 阿巌（法蔵院流槍術）：山本麟一
- 大坊主（法蔵院流槍術）：大前均
- 修業僧（法蔵院流槍術）：南方英二
- 奥蔵院納所：中村錦司
- 野州川安兵ヱ（不逞牢人）：小田部通麿
- 山添団八（不逞牢人）：加藤浩
- 大友伴立（不逞牢人）：中村時之介
- 喜助の女房：赤木春恵
- 髭面の雲助：尾形伸之介
- 弥次馬：高松錦之助
- 赤犬の飼主：片岡半蔵
- 饅頭屋の親爺：春路謙作

- 吉岡清十郎（吉岡拳法二代目当主）：江原真二郎
- 本位田又八（武蔵の幼馴染／お甲の情夫）：木村功
- 日観（奥蔵院住持）：月形龍之介

- 宗彭沢庵（禅僧／武蔵の師）：三國連太郎

## 製作

### 撮影
ロケは奈良県春日山。ロケは二週間続けで行われ、血が噴き出て首が飛ぶショッキングシーンの連続で、見学者が卒倒し、警官が出動して大騒ぎになった。

## 併映作品
『若ざくら喧嘩纏』
- 監督：深田金之助/主演：松方弘樹